# Bruno Schmitz

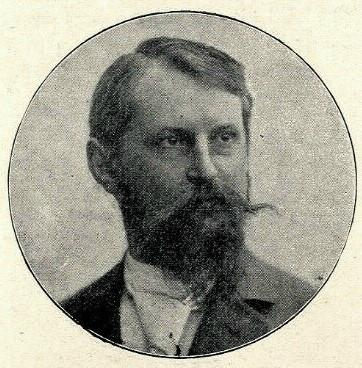
Bruno Schmitz (1901)

Georg Bruno Schmitz (* 21. November 1858 in Düsseldorf; † 27. April 1916 in Charlottenburg) war ein deutscher Architekt des Historismus und der beginnenden Moderne. Insbesondere durch monumentale Denkmalbauten erlangte er weltweite Anerkennung.

## Allgemeines
Bruno Schmitz ist vor allem als Denkmal- und Monumentalarchitekt der Wilhelminischen Zeit bekannt. Darüber hinaus war er Künstler, Entwerfer, Stadtplaner, Denkmalpfleger, Raumgestalter, Klavierdesigner und Reformer. Seine bekanntesten Werke sind das Völkerschlachtdenkmal bei Leipzig und die Kaiser-Wilhelm-I.-Denkmäler an der Porta Westfalica, auf dem Kyffhäuser und am Deutschen Eck in Koblenz.
Das Frühwerk des Architekten war geprägt durch die konservative Ausbildung an der Kunstakademie Düsseldorf im zeitgemäßen Stil des Historismus. Das Haupt- und Spätwerk Schmitz ist im Gegensatz dazu durch eine zunehmende Distanz zur bisherigen Praxis und durch die Suche nach einem neuen deutschen wirkungs- und wahrnehmungsorientierten Stil gekennzeichnet. Möglicherweise haben Schmitz’ Reisen durch Europa und Amerika diesen Emanzipationsprozess eingeleitet. In jedem Fall bezeugen seine Anleihen an amerikanische Vorbilder einen internationalen Stil- und Formenaustausch noch vor der Weltausstellung in Chicago 1893. Schmitz setzte sich mit dem architekturtheoretischen Diskurs der Zeit und den Themen der Wahrnehmung, der Form und des Raumes auseinander.

„Die Architektur Schmitz’ offenbart ein Bewusstsein für das politische und gesellschaftliche Potential von Architektur und die Beschäftigung mit den Fragen von Wirkung, Erziehung, Potentialität und Performativität von Baukunst. In der Denkmalarchitektur ist dies am Wandel vom plastischen zum architektonischen Denkmal nachvollziehbar sowie allgemein in dem Bestreben, sich vom Intellektualismus zu lösen und stattdessen eine sinnlich erfahrbare Architektur zu schaffen.“

## Leben und Werk

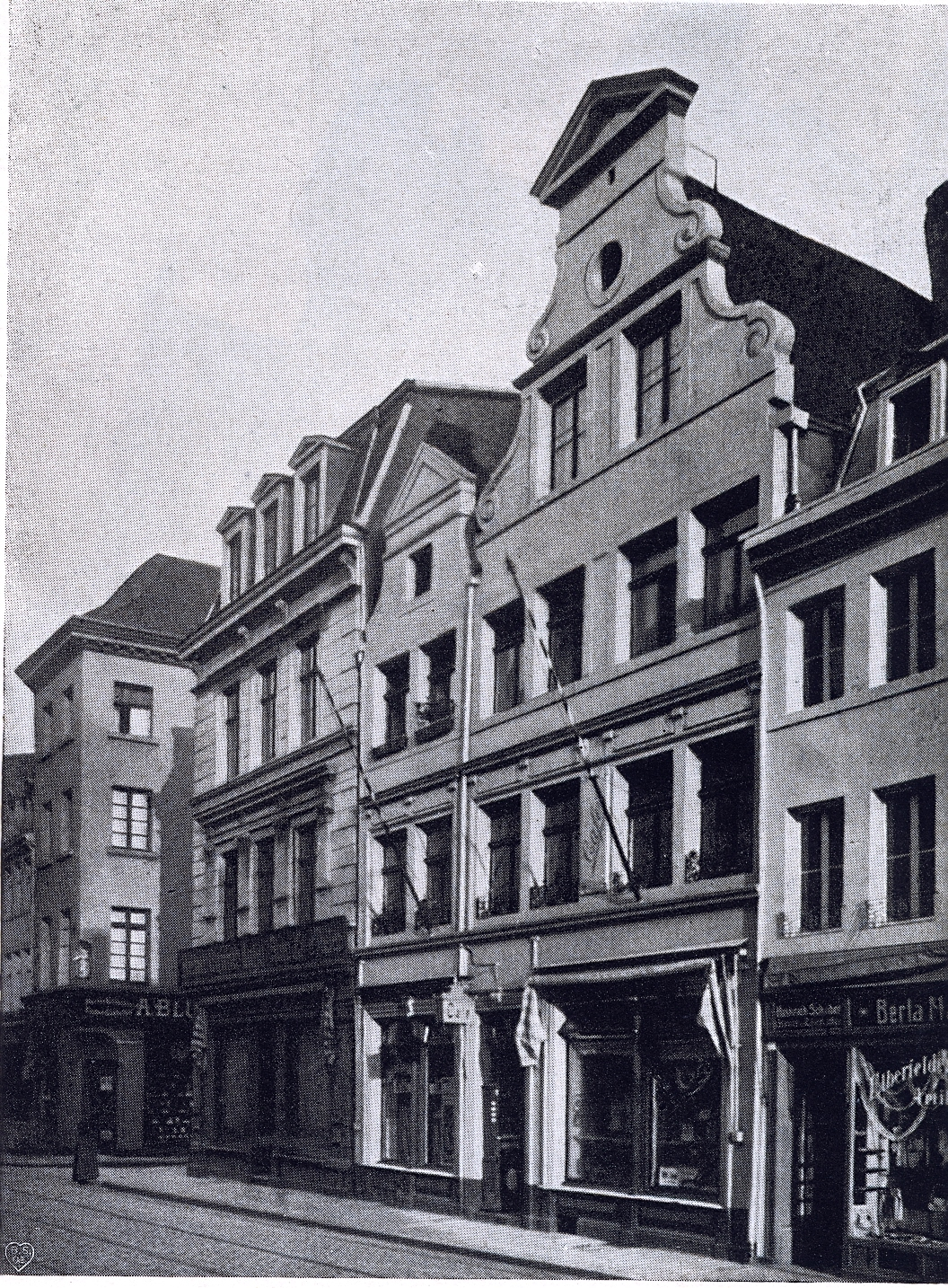
Historische Aufnahme des Geburtshauses Flinger Straße 6 in Düsseldorf (Bürgerhaus mit dem großen Barockgiebel)

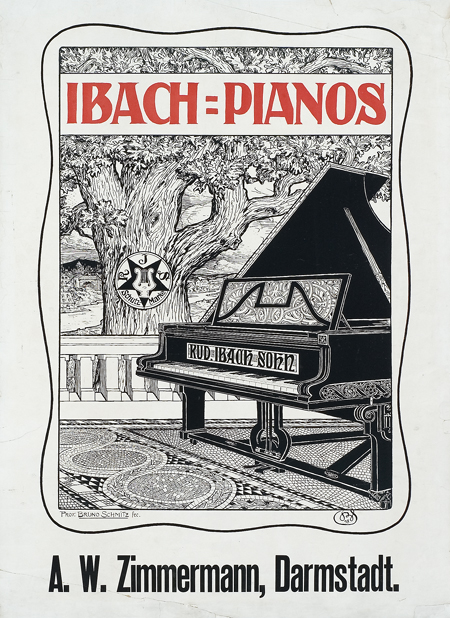
Plakat von Schmitz für Ibach-Pianos, 1898

Schmitz wurde als Sohn des Kleidermachers und Tuchhändlers Carl Theodor Schmitz (1826–1877) und seiner Ehefrau Henriette, geb. Rodenberg (1832–1868) im Wohnhaus Flinger Straße 6 in der Düsseldorfer Altstadt geboren. Seine Ausbildung erhielt er nach dem Besuch des Königlichen Gymnasiums ab April 1874 an der Kunstakademie Düsseldorf, wo er sich 16-jährig in der „Bauklasse“ von Wilhelm Lotz der Baukunst zuwandte. Anschließend arbeitete er vier Jahre im Atelier des Architekten Hermann Riffart, der seinerzeit den Neubau der Kunstakademie plante und leitete. Weiterhin besuchte Schmitz Vorlesungen sowie Akt- und Anatomiekurse an der Kunstakademie. Auch als Mitarbeiter anderer Ateliers war Schmitz in seiner Geburtsstadt tätig, so für Giese & Weidner beim Bau der Kunsthalle, für Julius Carl Raschdorff beim Bau des Ständehauses der Rheinprovinz und für Kyllmann & Heyden beim Bau der Johanneskirche.
Am 1. November 1881 wurde die Firma van Els & Schmitz von Otto van Els und Bruno Schmitz errichtet und im Jahre 1882 ins Handelsregister eingetragen. Der Firmensitz befand sich im Stadtteil Pempelfort im Haus Rosenstraße 26 – bis zur Fertigstellung des Geschäftshauses Schadowstraße 17.
Ab 1883 beteiligte Schmitz sich an mehreren Architektenwettbewerben. So wurde ihm der 1. Preis im Wettbewerb für das Vittorio-Emanuele-Denkmal in Rom zugesprochen; es wurde jedoch durch einen anderen Architekten erbaut. Den 1. Preis des Klavierherstellers Ibach erhielt Schmitz für den Entwurf eines Pianogehäuses. Einen weiteren 1. Preis erhielt Schmitz für den Entwurf eines „Kaiserforums“ im ersten Wettbewerb für ein Kaiser-Wilhelm-Nationaldenkmal; auch dieser Entwurf wurde nicht verwirklicht. Ab 1886 lebte und arbeitete Schmitz in Berlin.
In Indianapolis (USA) wurde ab 1888 das Soldiers’ and Sailors’ Monument nach einem Entwurf von Schmitz errichtet. Die Bildhauer Rudolf Schwarz (1866–1912) und Nikolaus Geiger (1849–1897) waren an der Ausführung dieses Denkmals beteiligt. In den 1890er Jahren entstanden drei der bedeutendsten Kaiser-Wilhelm-Denkmäler nach den Entwürfen von Schmitz: das Kyffhäuserdenkmal, das Denkmal am Deutschen Eck in Koblenz und das Kaiser-Wilhelm-Denkmal an der Porta Westfalica. Anlässlich der Einweihung des Kyffhäuser-Denkmals wurde Schmitz 1896 mit dem preußischen Roten Adlerorden IV. Klasse ausgezeichnet.
Bruno Schmitz gewann 1882 den Wettbewerb für die Errichtung des Oberösterreichischen Landesmuseums Francisco Carolinum in Linz an der Donau. Bereits 1886 wurde der Kolossalfries an den Außenfassaden des zweiten Obergeschosses vollendet. Das Museum wurde am 29. Mai 1895 von Kaiser Franz Joseph I. feierlich eröffnet.
Am 31. Januar 1897 tagte in Berlin unter Leitung von Wilhelm Böckmann die konstituierende Versammlung des Ausschusses für deutsche Nationalfeste, die über ein neues Fest für das deutsche Volk beriet. Es sollte eine Kombination von Meisterschaft von Deutschland und Nationalfest sein, analog dem Olympia der Griechen. Auch die Worte Kampfspiele und Wallfahrt wurden in der Argumentation eingesetzt. Wilhelm Böckmann hatte zuvor das neu errichtete Kaiser-Wilhelm-Denkmal im Kyffhäusergebirge besucht. Andere Teilnehmer schlugen Berlin, Leipzig oder Eisenach vor. Am Ende fiel jedoch die Entscheidung zugunsten des Wolwedatals neben dem Kyffhäuserdenkmal. 1898 erhielt Schmitz auf der Großen Berliner Kunstausstellung eine große Goldmedaille.

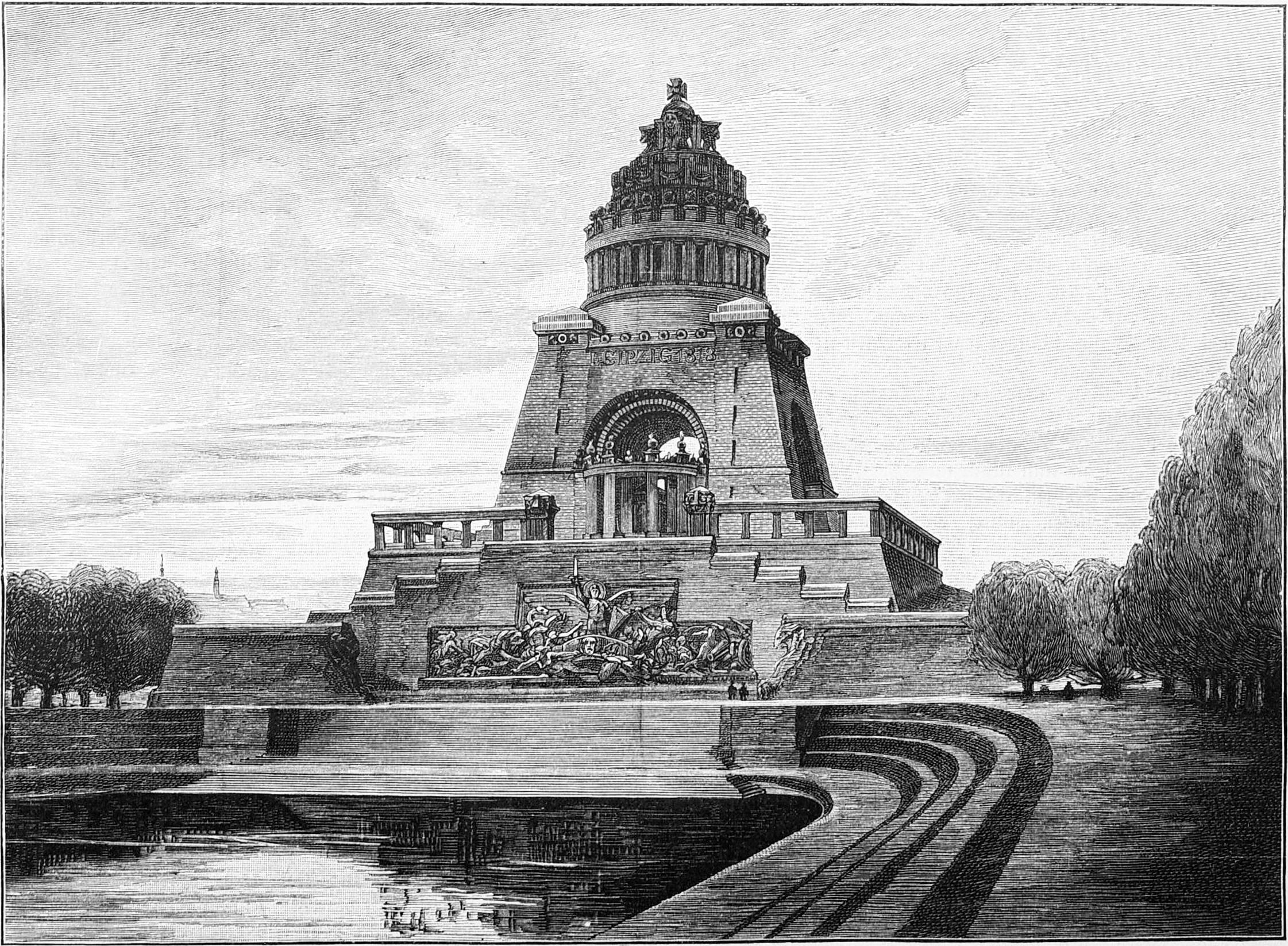
Entwurfszeichnung für das Völkerschlachtdenkmal, Zeitschrift Die Gartenlaube, 1897

Bruno Schmitz, der den Architektenwettbewerb für das Kaiser-Wilhelm-Denkmal gewonnen hatte, wurde beauftragt, für die nun noch in unmittelbarer Nähe zu errichtende nationale Feststätte Skizzen anzufertigen. Geplant war im Wolwedatal eine Veranstaltungsfläche von etwa 550 × 370m mit 300.000 bis 400.000 Sitzplätzen, eine etwa 10 ha große Wasserfläche sowie die Anbindung an das Kyffhäuserdenkmal. Sportvereine, aber auch Gesangsvereine sollten noch Vorschläge unterbreiten. Als Sportarten waren Rudern, Radfahren, Schwimmen und Turnen angedacht. Das Projekt wurde nicht umgesetzt. Auch eine später vorgeschlagene kleinere Variante (oberhalb von Kelbra) kam nicht über die Planungsphase hinaus.
Schmitz war ab 1899 Preisrichter bei mehreren Preisausschreiben um die Gestaltung von Sammelalben für Stollwerck-Sammelbilder, unter anderem für den Einband des Sammelalbums Nummer 3 zusammen mit Justus Brinckmann, Architekt Emil Meerwein und Maler Julius Christian Rehder aus Hamburg.
Das 1913 fertiggestellte Völkerschlachtdenkmal in Leipzig bildete den Höhepunkt von Schmitz’ Schaffen.
Ebenfalls im Jahr 1913 entstanden Entwürfe eines maßstabslos dominanten Westwerks für den Freiberger Dom, die von Cornelius Gurlitt unterstützt wurden. Die Ausführung unterblieb wegen des Ersten Weltkriegs, wodurch das fragmentarische, spätgotisch geprägte Erscheinungsbild des Doms erhalten blieb.
1905 verlieh ihm die Technische Hochschule Dresden ihre Ehrendoktorwürde.

## Privates

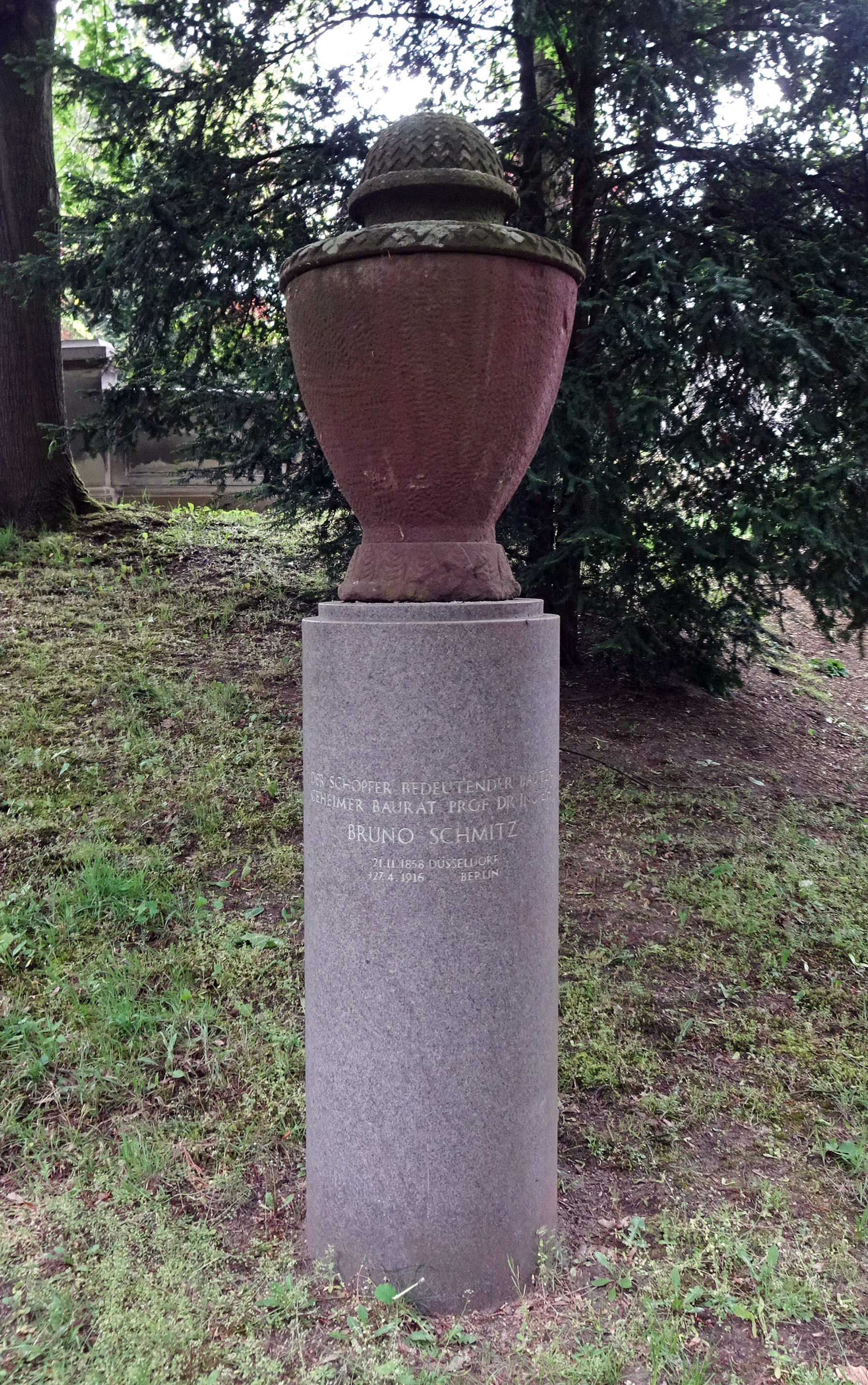
Neues Grab auf dem Düsseldorfer Nordfriedhof (2019)

Bruno Schmitz heiratete die Sängerin Lucia Wanda Genelli, eine Enkelin des Grafikers Bonaventura Genelli. 1892 wurde die erste Tochter Gabi geboren, am 6. August 1893 die zweite Tochter Angelika. Diese wurde später als Bildhauerin Gela Forster und Ehefrau von Alexander Archipenko bekannt.
Schmitz wurde durch seine Frau und seinen Freund Otto Hammann, Pressechef im Auswärtigen Amt, in einen der prominentesten Ehebruch-Skandale des Kaiserreichs verwickelt. Die Ehe wurde im Jahr 1902 geschieden.
In zweiter Ehe heiratete er die Sopranistin Hedwig Schweicker.
Schmitz gehörte dem Bund der Freimaurer an.
Obwohl Bruno Schmitz als Künstler beispielsweise auch Mausoleen gestaltet hatte, verfügte er für sich selbst testamentarisch eine schlichtere Art der Bestattung, bei der seine Asche in den Rhein zu streuen sei. Dieser letzte Wunsch, den seine Freunde 1916 am Fuße des von ihm entworfenen Kaiser-Wilhelm-Denkmals am Deutschen Eck sowie durch einen Denkstein mit Inschrift umzusetzen gedachten, wurde ihm auf Grund des deutschen Rechts nicht erfüllt, seine Asche wurde stattdessen auf Veranlassung Wilhelms II. am 11. September 1917 im Kyffhäuserdenkmal beigesetzt. Als der Raum, in dem eine Sandsteinschatulle mit seiner Urne auf einer Stele aufgestellt war, in den 1960er Jahren nach Vorstellungen der DDR von dem Bildhauer Martin Wetzel umgestaltet werden sollte, wurde die Urne in einen Kellerraum verbracht; die Sandsteinschatulle wurde zu einem Blumengefäß umfunktioniert. Angehörige, die die Urne vermissten, konnten diese in den 1980er Jahren über den Bereich Kommerzielle Koordinierung des DDR-Außenhandelsministeriums in ihren Besitz und in den Westen bringen, wo sie auf dem Nordfriedhof in Düsseldorf erneut beigesetzt wurde.

## Ehrungen
In den 1930er Jahren wurde in einer Leipzig-Paunsdorfer Kleinsiedlung (am Sellerhäuser Friedhof) eine Straße nach ihm benannt. In den 1960er Jahren benannte seine Geburtsstadt Düsseldorf eine Straße im wachsenden Stadtteil Garath nach ihm. 1936 wurde der Schmitzweg in Berlin-Wittenau nach ihm benannt.

## Werk (Auswahl)
Derzeitiger Stand der Forschung ist, dass Schmitz Œuvre 99 Werke umfasst. Hier wird eine Auswahl vorgestellt.

### Denkmale
- 1884: Harkortturm in Wetter (eingeweiht am 19. Oktober 1884)
- 1888–1893: Soldiers’ and Sailors’ Monument in Indianapolis
- um 1898/90: Grabmal für Amalie († 1889) und Karl Hoffmann († 1916, Verleger) auf dem Alten St.-Matthäus-Kirchhof in Berlin-Schöneberg, Grabfeld M (an der nördlichen Friedhofsmauer)[23]
- 1892–1896: Kyffhäuserdenkmal (1. Preis im Wettbewerb 1890)
- 1892–1896: Westfälisches Provinzialdenkmal für Kaiser Wilhelm I. an der Porta Westfalica (1. Preis im Wettbewerb 1890, enthüllt am 18. Oktober 1896)
- 1894–1897: Rheinisches Provinzialdenkmal für Kaiser Wilhelm I. in Koblenz am Deutschen Eck (2. Preis im Wettbewerb, enthüllt am 31. August 1897, Skulptur rekonstruiert)
- 1896: Kaiserin-Augusta-Denkmal in Koblenz (mit Bildhauer Karl Friedrich Moest)
- 1898–1913: Völkerschlachtdenkmal in Leipzig (mit Clemens Thieme)
- 1899–1900: Bismarckturm in Unna (eingeweiht am 18. Oktober 1900)
- 1901: Kaiser-Wilhelm-Denkmal in Halle (Saale) (nicht erhalten)
- 1903–1907: Grabmal für den Papierfabrikanten Max Krause (1838–1913) auf dem Friedhof der Jerusalemer- und Neuen Kirchengemeinde IV. in Berlin-Kreuzberg, Bergmannstraße 45 (zusammen mit dem Bildhauer Franz Metzner)[23][24]
- 1903–1904: Mausoleum für die Familie des Bankiers Sigmund Aschrott auf dem Jüdischen Friedhof Berlin-Weißensee, Herbert-Baum-Straße 45 (erhalten)[25]
- 1911: Entwurf zu einer Bismarckwarte in Berlin-Westend (nicht ausgeführt)[26]

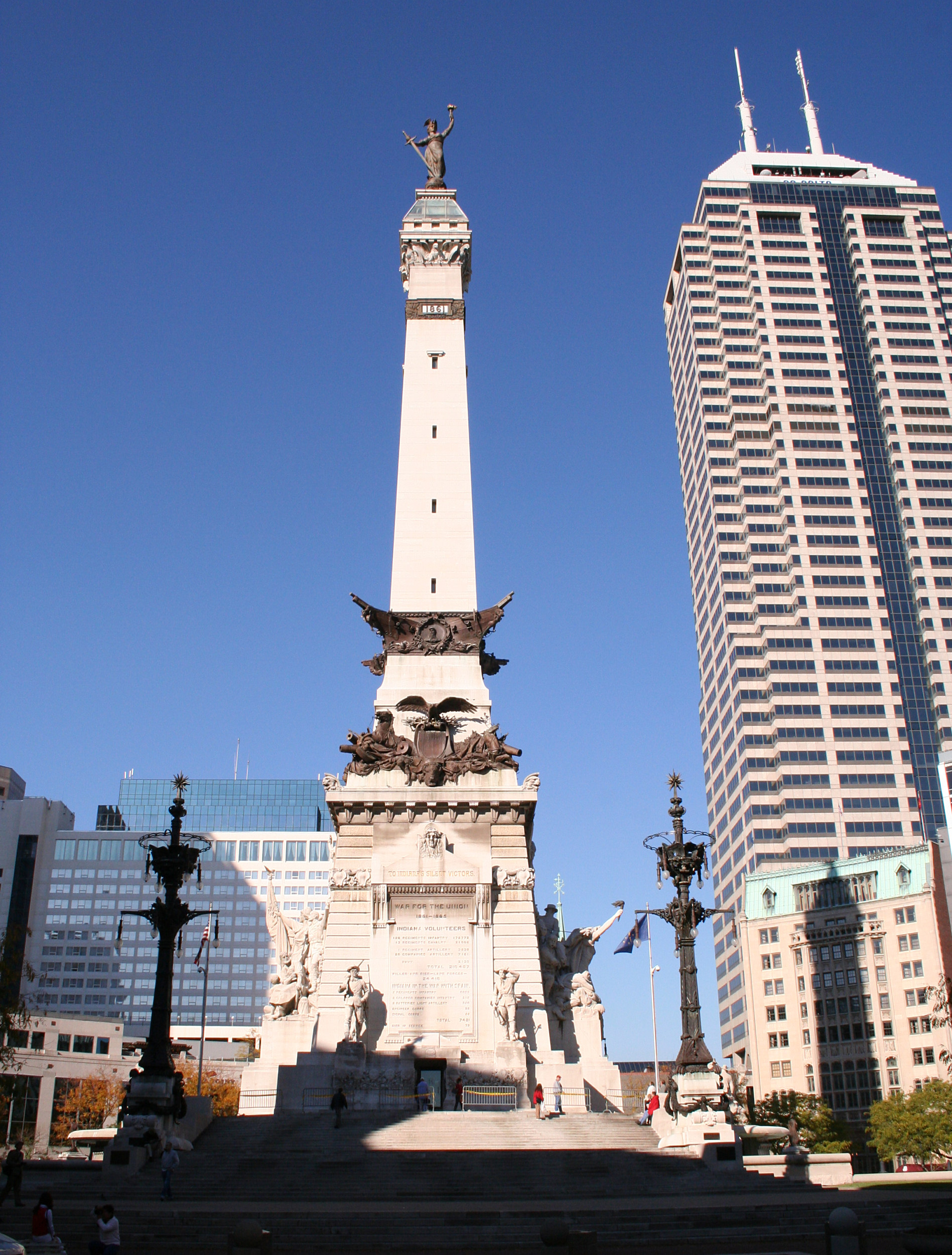
Soldaten- und Seemanns-Monument in Indianapolis
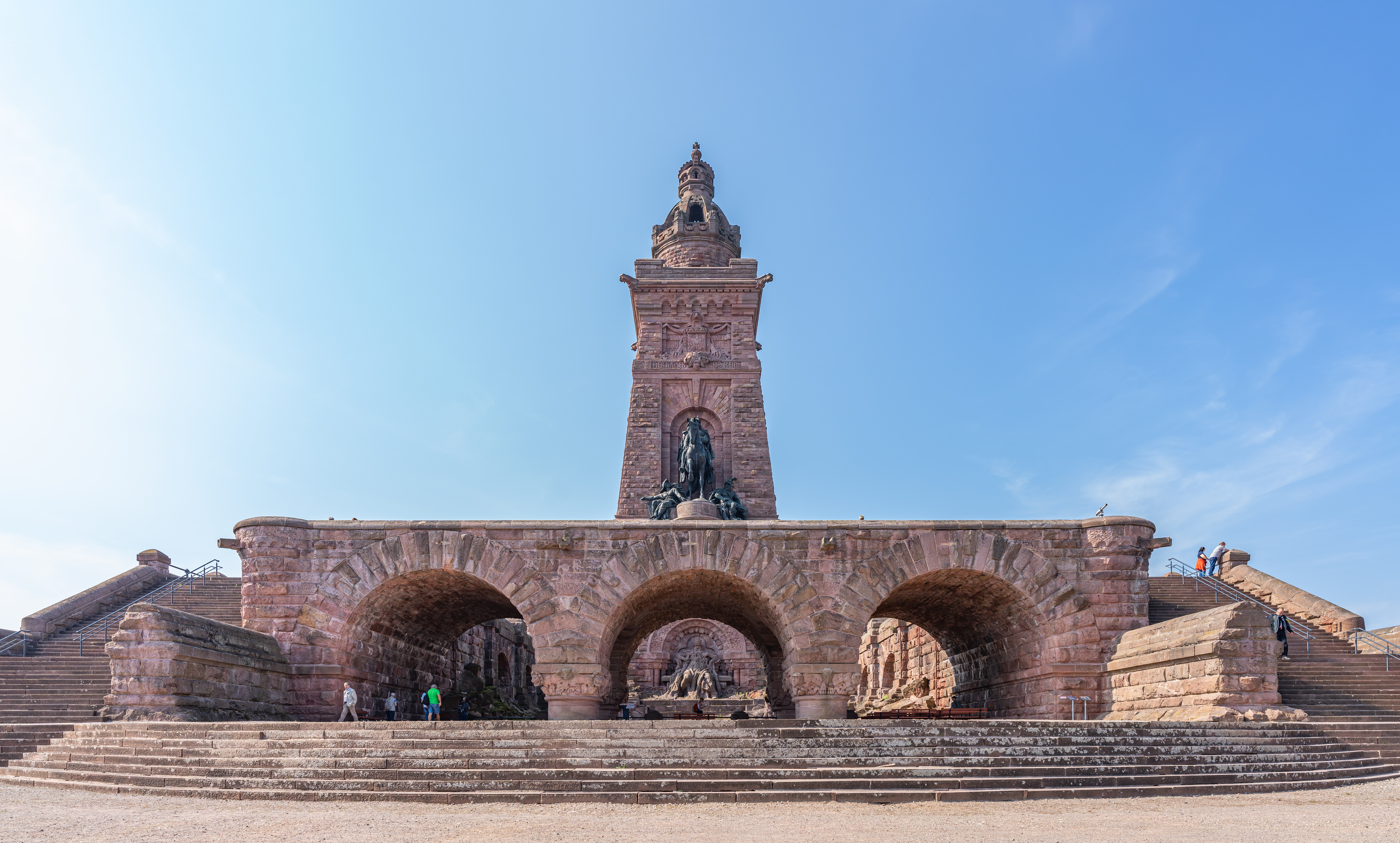
Kyffhäuserdenkmal
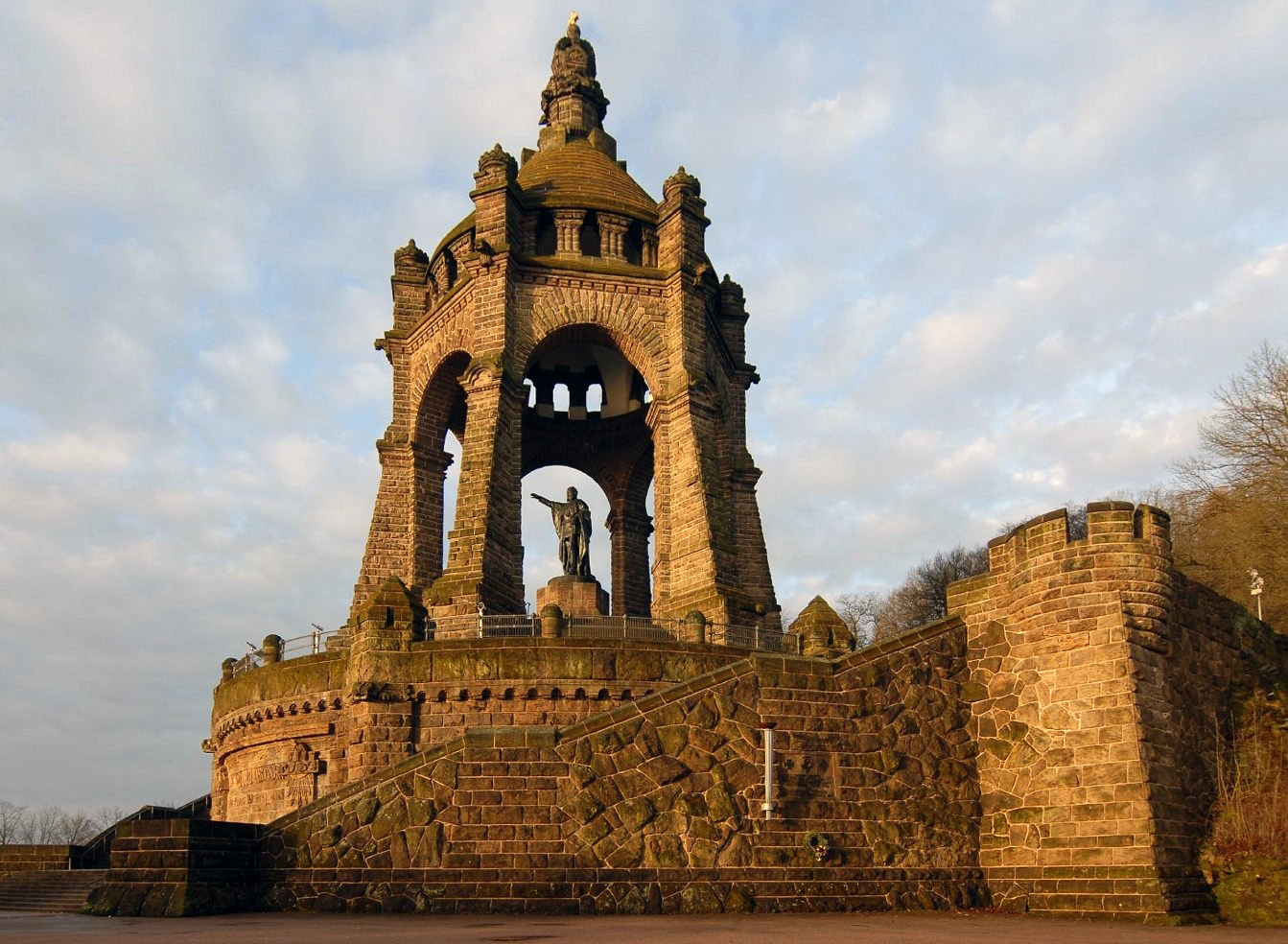
Kaiser-Wilhelm-Denkmal an der Porta Westfalica
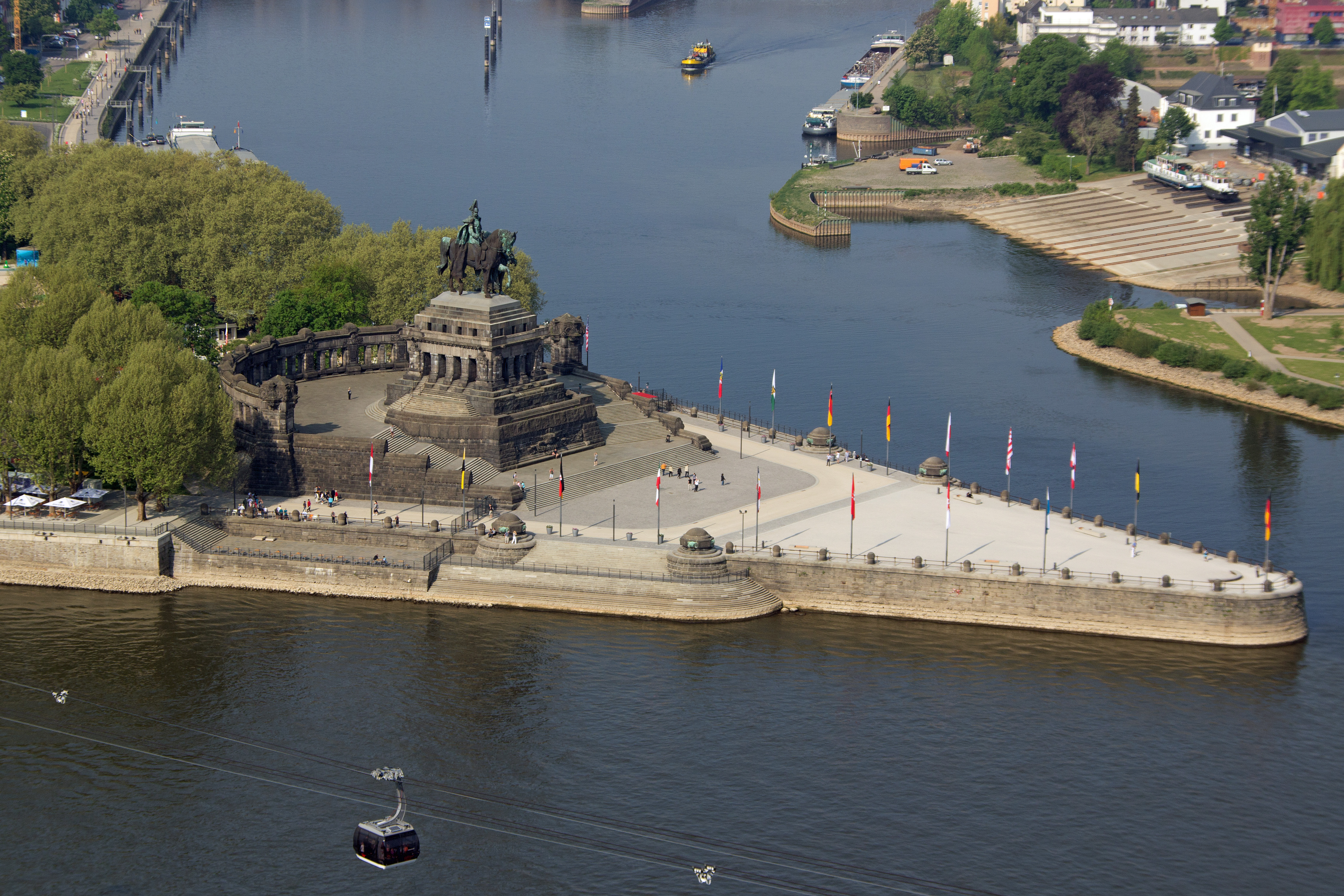
Deutsches Eck am Zusammenfluss von Mosel und Rhein in Koblenz
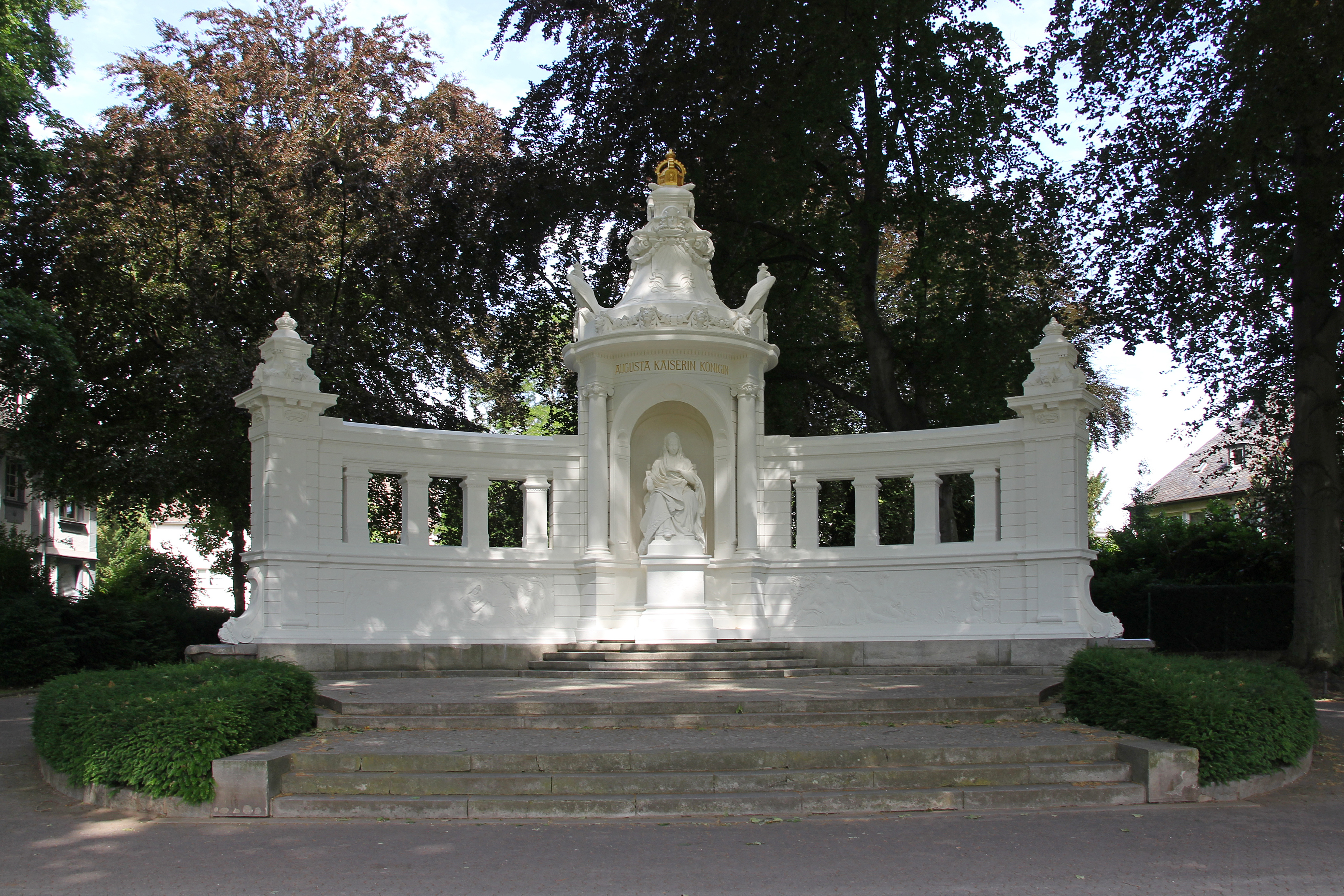
Kaiserin-Augusta-Denkmal in den Koblenzer Rheinanlagen
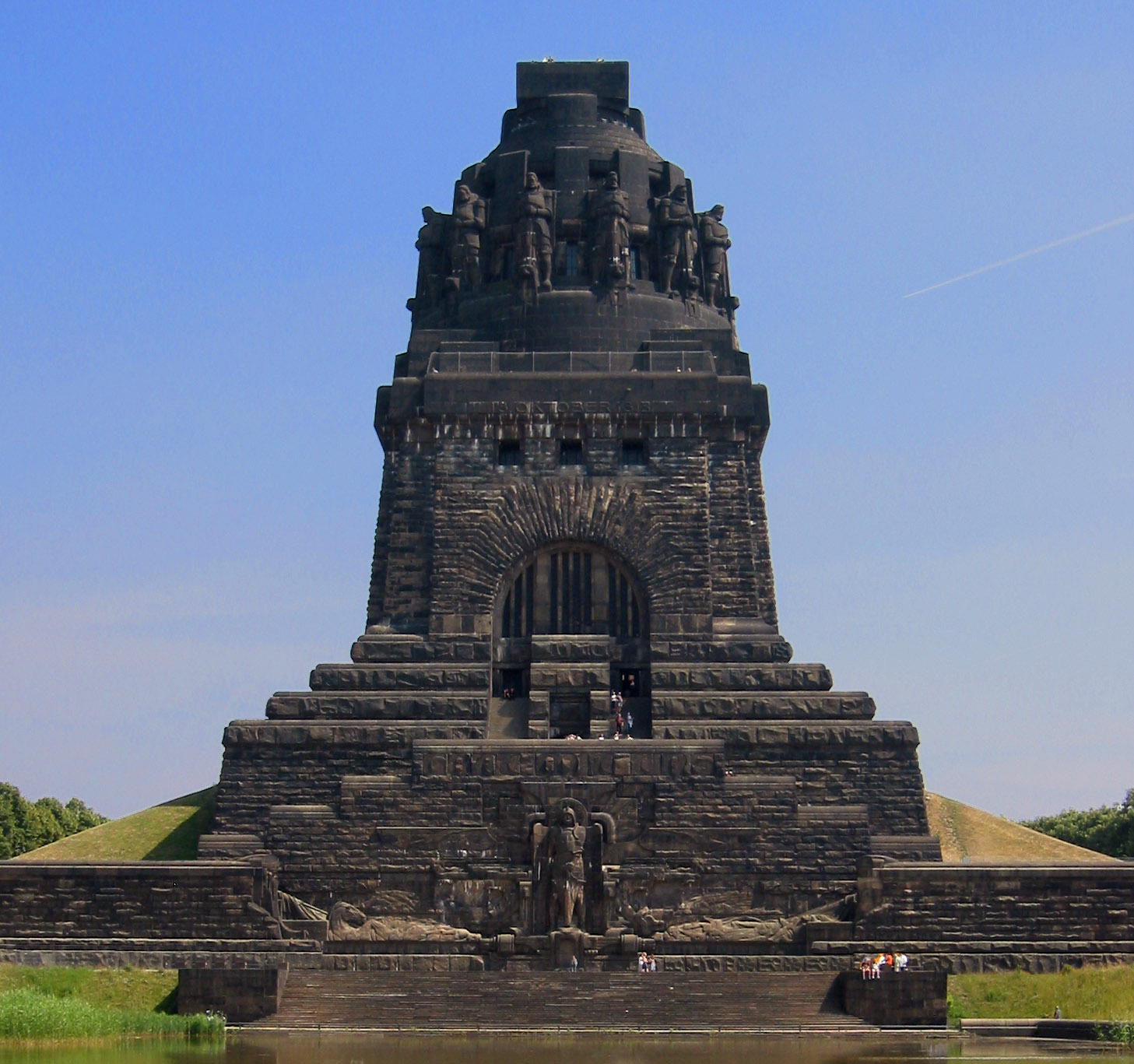
Völkerschlachtdenkmal in Leipzig
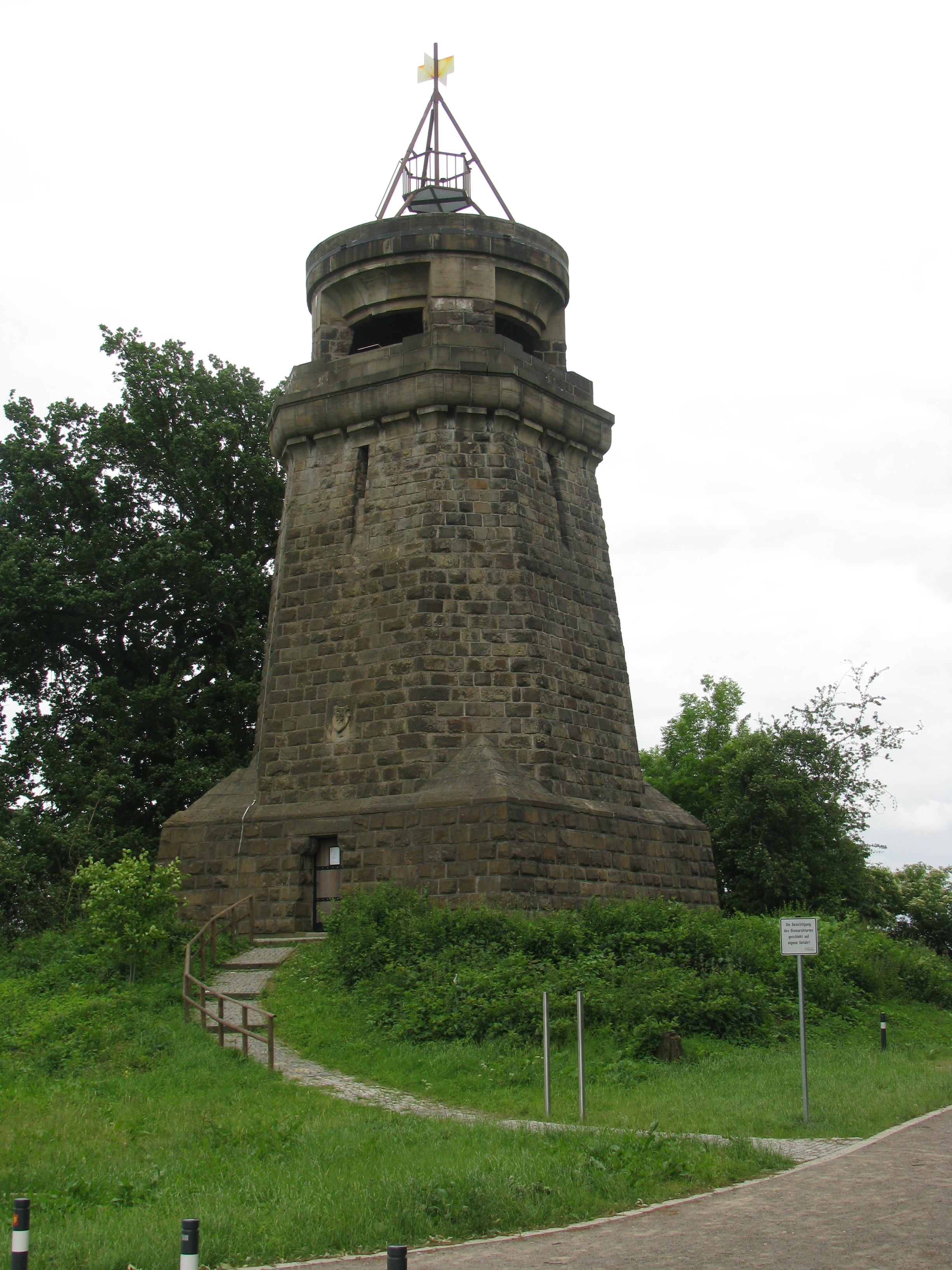
Bismarckturm in Unna
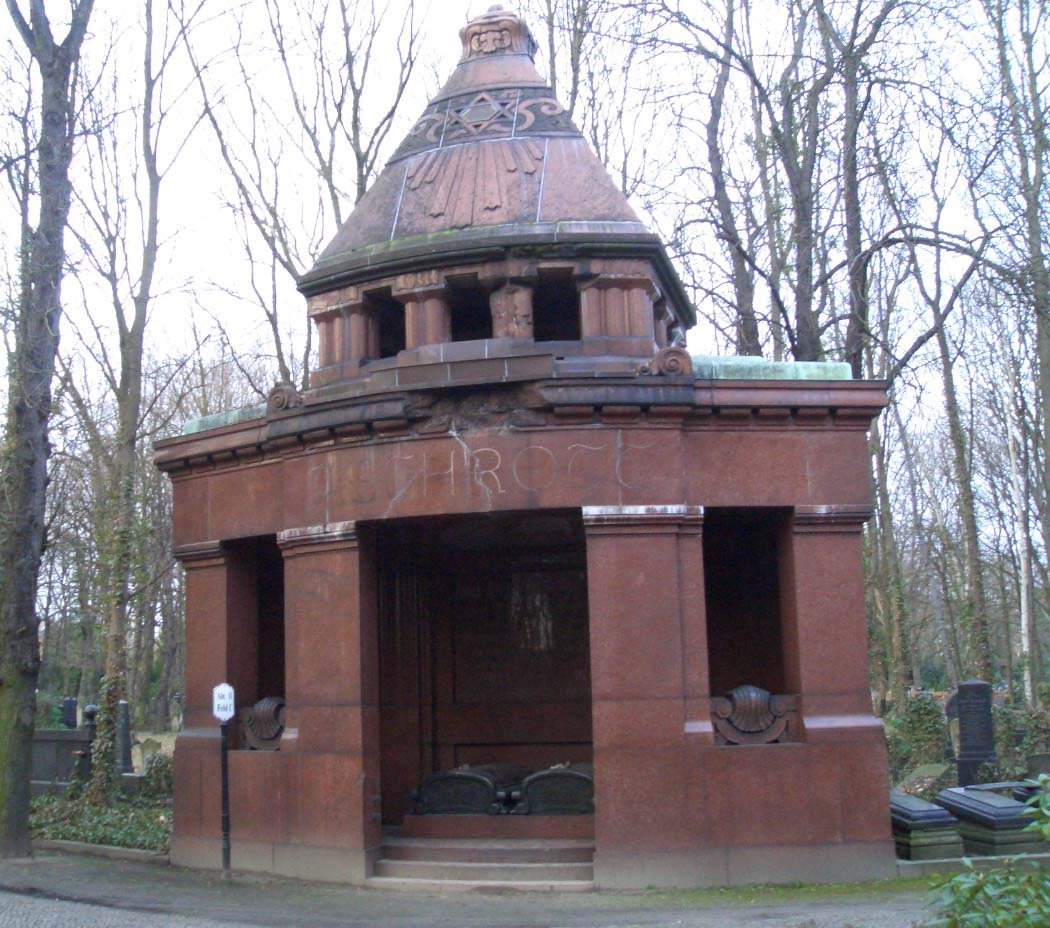
Mausoleum Aschrott in Berlin-Weißensee

### Gebäude
- 1882: Fassadengestaltung für die Häuser Lambertusstraße 6 und 4 in Düsseldorf (zusammen mit Otto van Els; unter Denkmalschutz)
- 1882–1883: Wohnhaus Inselstraße 26 in Düsseldorf (zusammen mit Otto van Els; unter Denkmalschutz)
- 1882–1884: Geschäftshaus Alleestraße 24 in Düsseldorf (zusammen mit Otto van Els; nicht erhalten)
- 1883: Geschäftshaus Schadowstraße 17 in Düsseldorf (zusammen mit Otto van Els; nicht erhalten)
- 1886: Wettbewerbsentwurf für die Städtische Tonhalle in Düsseldorf, Schadowstraße 93 (prämiert; Ausführungsplanung vom Stadtbauamt unter „Benutzung“ mehrerer prämierter Entwürfe)
- 1887: Wohnhaus Inselstraße 27 in Düsseldorf (zusammen mit Otto van Els; unter Denkmalschutz)
- 1895: Museum Francisco-Carolinum in Linz (Wettbewerbsentwurf von 1883)
- 1895–1896: Hauptgebäude und Wasserturm auf der Berliner Gewerbeausstellung 1896 in (Berlin-)Treptow (nicht erhalten)
- 1899: Wohnhaus für seinen Freund Emil Jacobsen in (Berlin-)Tegel, Gabrielenstraße 70, genannt Havelmüller-Villa (1975 abgerissen)[27]
- 1899–1900: Villa für Carl Stollwerck in Köln, Neustadt-Süd, Volksgartenstraße 54 (1935 abgebrochen)
- 1899–1903: Festhalle Rosengarten in Mannheim (verändert)
- 1902–1904: Villa für Heinrich Stollwerck in Köln-Marienburg, Bayenthalgürtel 2 (1935 abgebrochen)
- 1904: Deutscher Pavillon („Das deutsche Haus“) auf der Louisiana Purchase Exposition (Weltausstellung 1904) in St. Louis, USA[28]
- 1904–1905: Geschäftshaus „Automat“ für die Automat-GmbH in Berlin, Friedrichstadt, Friedrichstraße 167/168 (erhalten, unter Denkmalschutz)[29]
- 1904–1906: eigenes Wohnhaus in (Berlin-)Charlottenburg, Sophienstraße 11 (später Bellstraße 24; zerstört)
- 1905–1907: Weinhaus Rheingold in Berlin, Untere Friedrichsvorstadt, Bellevuestraße (zerstört)
- 1905–1906: Papierhaus, auch Gildehaus der Papier- und Druckgewerbe, in Berlin, Obere Friedrichsvorstadt, Dessauer Straße 2 (unter Denkmalschutz)[30]
- 1909: Skizze für ein Hochhaus am Leipziger Platz in Berlin als Illustration eines städtebaulichen Entwurfs im Wettbewerb Groß-Berlin[31]
- 1910: Wettbewerbsentwurf für die Stadt- und Ausstellungshalle in Hannover (nicht prämiert, nicht ausgeführt)[32]
- 1912–1913: Wohnhaus für den Schriftsteller Josef Adolf Bondy in (Berlin-)Nikolassee, An der Rehwiese 13 (unter Denkmalschutz)[33]

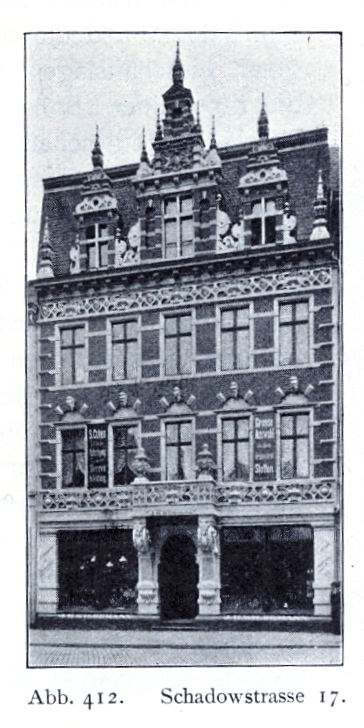
Geschäftshaus Schadowstraße 17 in Düsseldorf
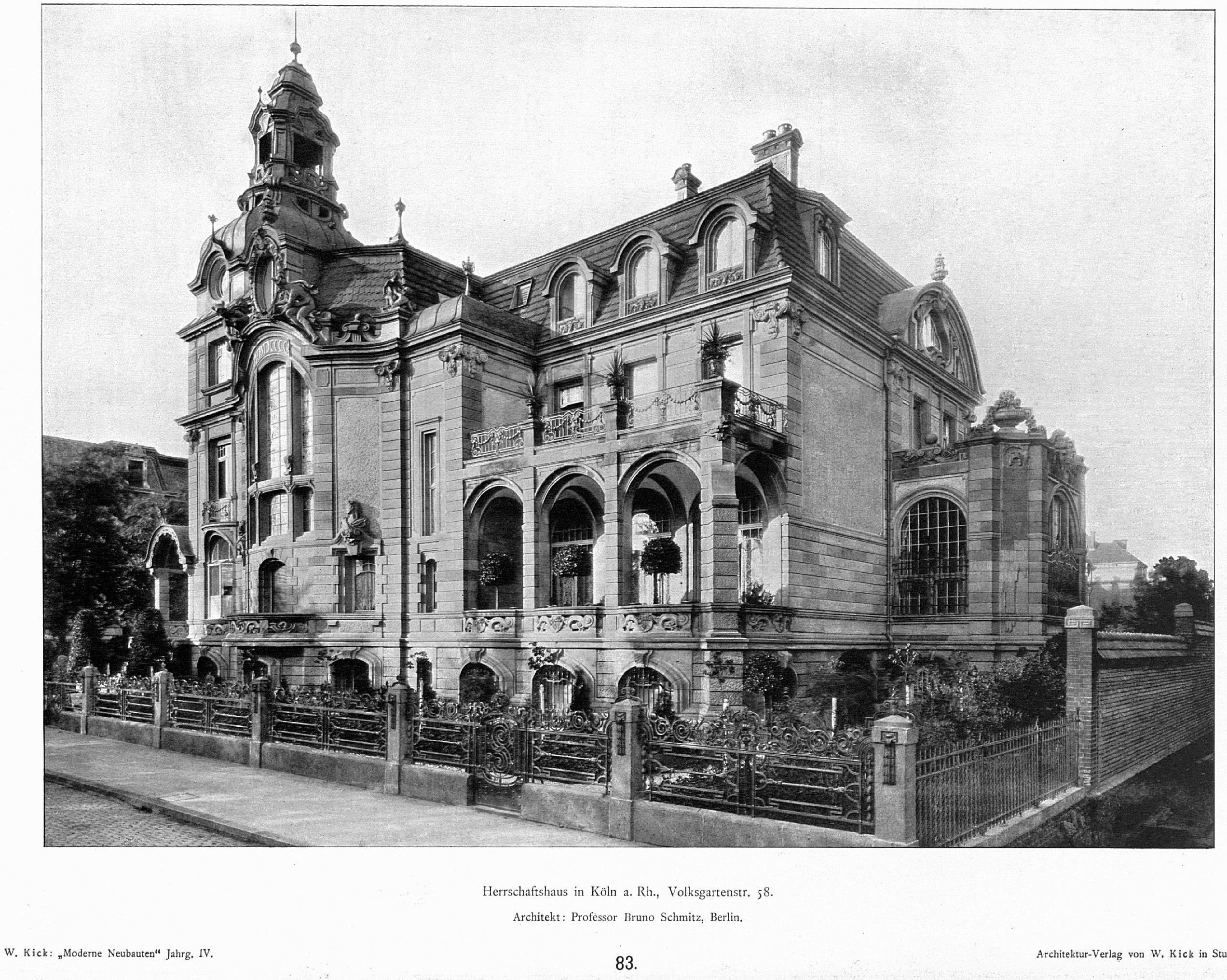
Villa für Carl Stollwerck in Köln
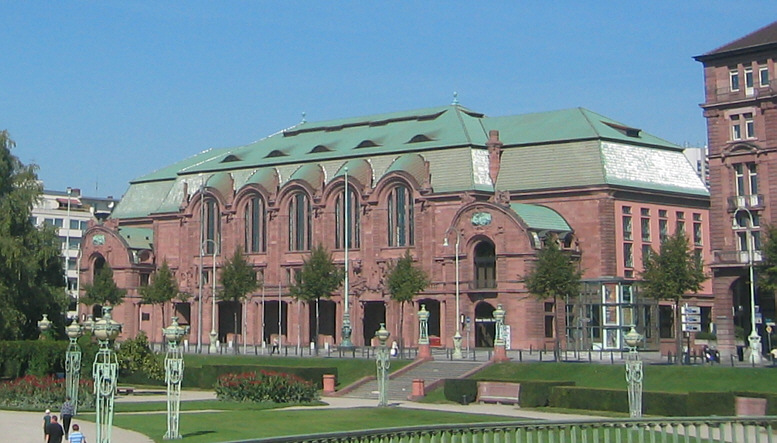
Rosengarten in Mannheim
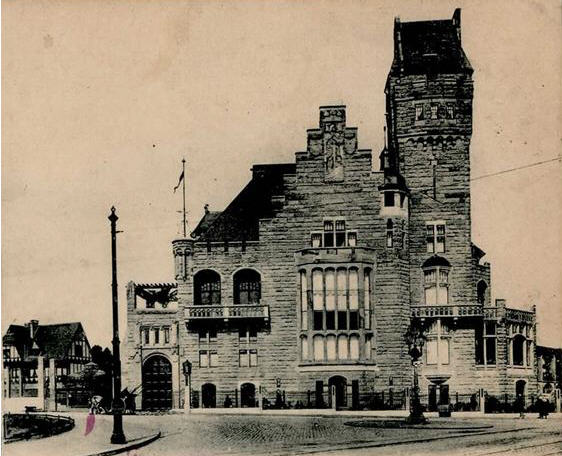
Villa für Heinrich Stollwerck in Köln-Marienburg
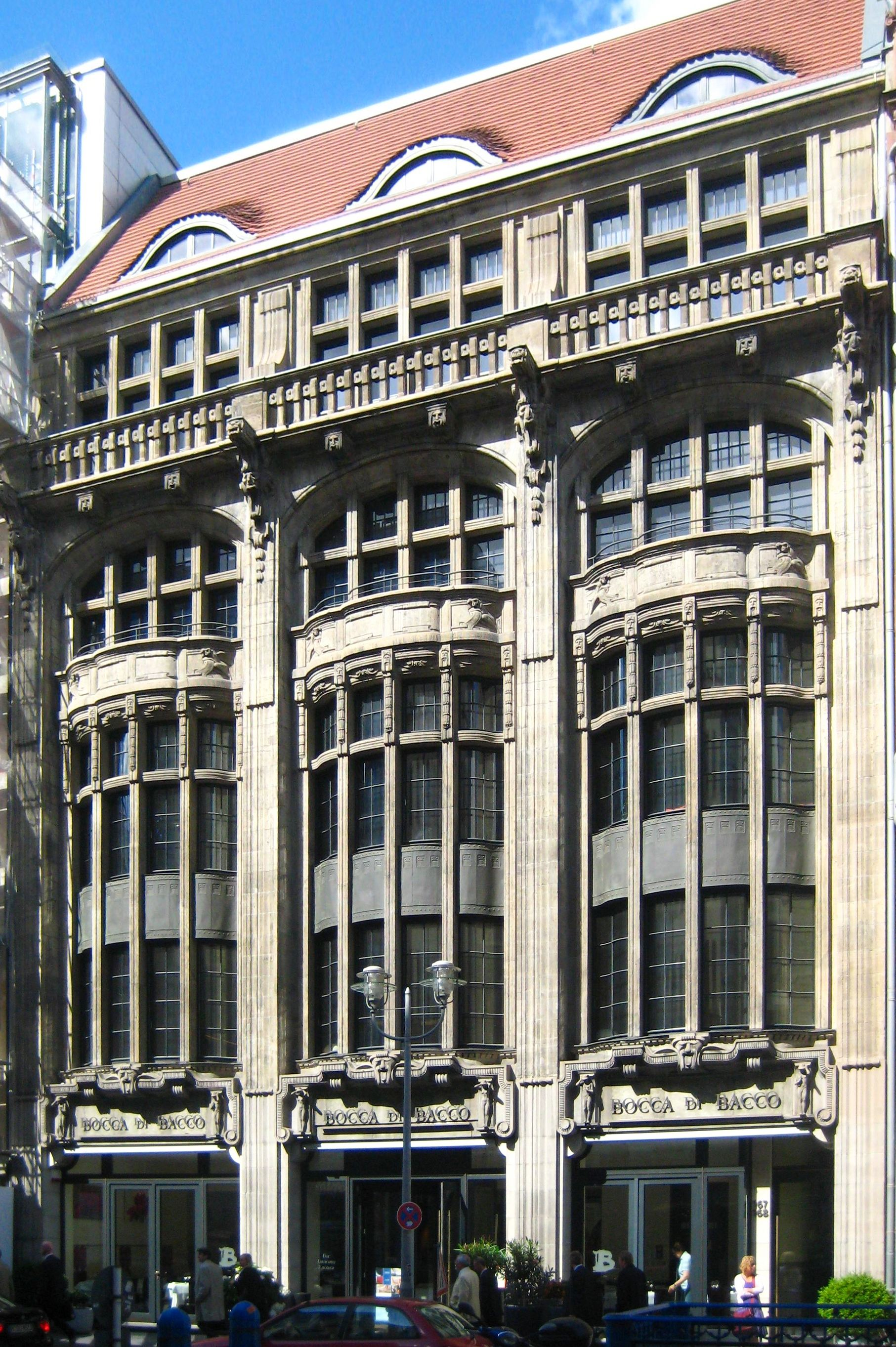
Geschäftshaus „Automat“ in Berlin
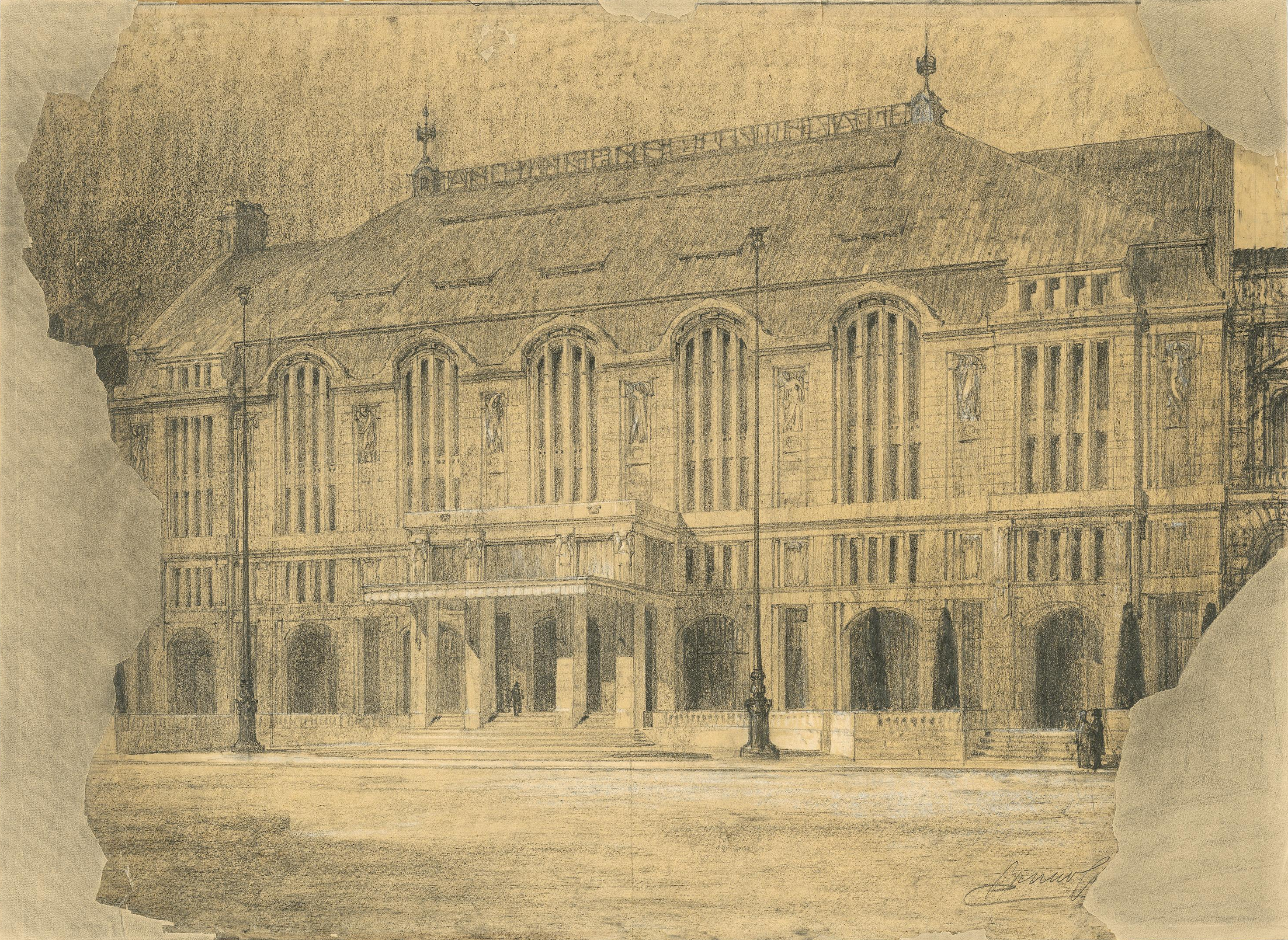
Weinhaus Rheingold in Berlin

### Sonstiges

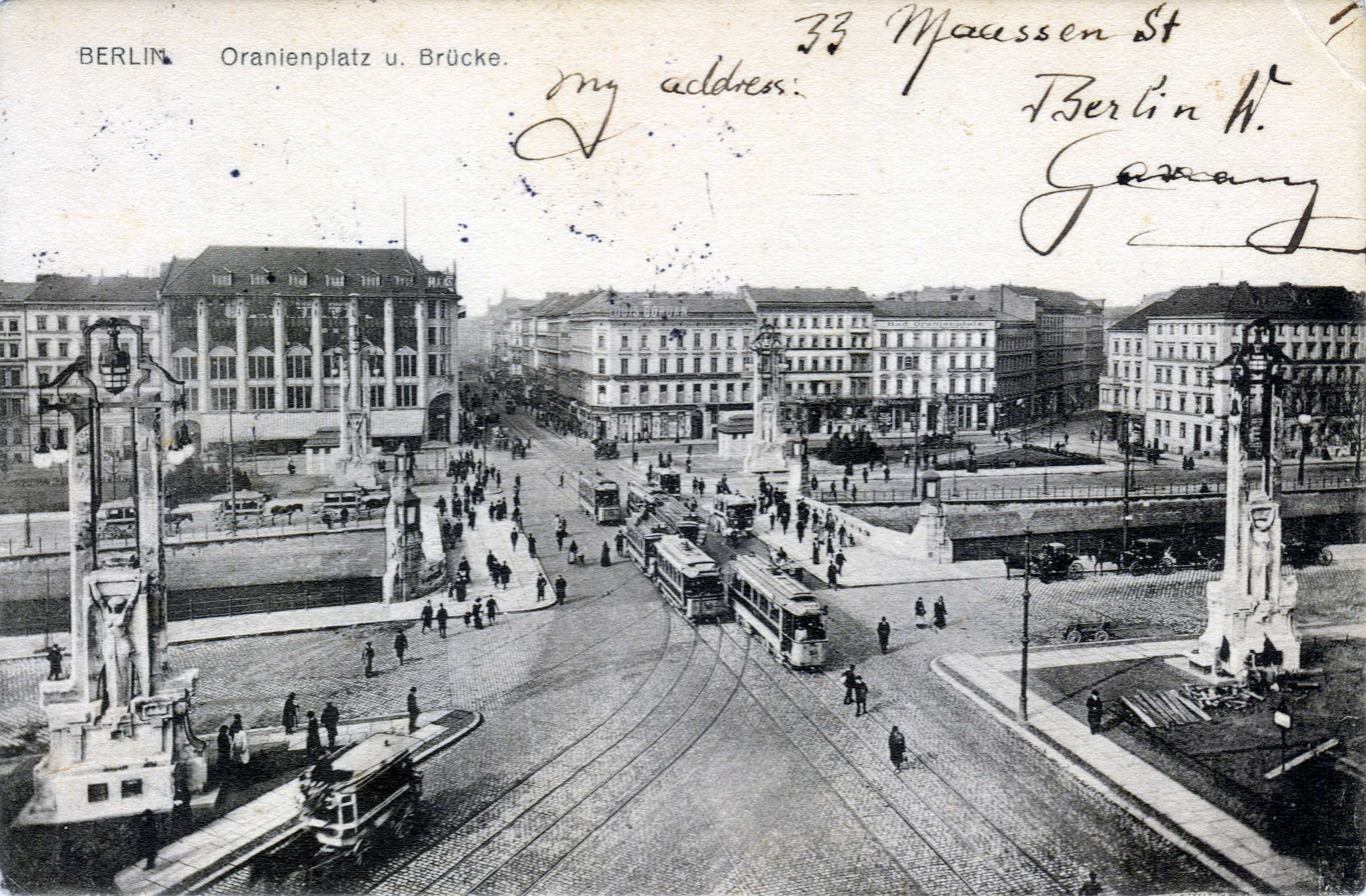
Oranienplatz und Brücke mit Kandelabern und anderen Gestaltungselementen von Bruno Schmitz, Postkarte um 1906

- Ab 1883: Entwürfe für Pianogehäuse und Werbung des Klavierherstellers Ibach[34]
- 1890: Wettersäule auf dem Schloßplatz in Berlin (nicht erhalten)[35]
- 1903–1908: Oranienbrücke (steinerne Bogenbrücke) über den Luisenstädtischen Kanal in Berlin-Kreuzberg und architektonische Ausgestaltung des umgebenden Oranienplatzes (Kandelaber und anderes; Brücke 1926 bei der Verfüllung des Kanals abgerissen)[36]
- 1908–1910: Wettbewerbsentwurf für einen Grundplan für die bauliche Entwicklung von Groß-Berlin, zusammen mit den Ingenieuren Havestadt & Contag sowie dem Bauingenieur Otto Blum, 4. Preis
- 1912: Wettbewerbsentwurf für einen Generalbebauungsplan für die Stadt Düsseldorf, zusammen mit Otto Blum und Bruno Heck, 1. Preis[37][38]